# Janet Horne
Janet Horne, död 1727, blev bränd på bål i Dornoch, dömd för att ha deltagit i en svart mässa hos Satan.  Hon var den sista som avrättades för häxeri i Skottland och på de brittiska öarna, där dödsstraffet för trolldom avskaffades 1735.